# Bosjean
Bosjean is een gemeente in het Franse departement Saône-et-Loire in de regio Bourgogne-Franche-Comté en telt 285 inwoners (1999). De plaats maakt deel uit van het arrondissement Louhans.

## Geografie
De oppervlakte van Bosjean bedraagt 18,3 km², de bevolkingsdichtheid is 15,6 inwoners per km².
De onderstaande kaart toont de ligging van Bosjean met de belangrijkste infrastructuur en aangrenzende gemeenten.

## Demografie
Onderstaande figuur toont het verloop van het inwonertal (bron: INSEE-tellingen).